# Verna Mills
Verna Mills (Verna Morris-Mills) ist eine Diplomatin aus St. Kitts und Nevis. Sie ist als Botschafterin für Kuba die erste Frau in dieser Rolle. Sie dient auch als Non-resident Ambassador für Ghana, Südafrika und Kenia.

## Leben
Mills wurde in Basseterre, Saint Kitts, und wuchs in Tabernacle auf. Nach der Schulausbildung in Saint Kitts, ging sie 1999 zum Studium nach Kuba, wo sie 2005 ihren Bachelor in Philologie an der Universidad de Oriente in Santiago de Cuba erwarb.
Nach ihrer Rückkehr nach Saint Kitts 2005 arbeitete sie für das Ministerium für Äussere Angelegenheiten im Büro für Lateinamerika.
2013 graduierte sie mit einem Master in Diplomatie und internationalen Beziehungen an der Escuela Diplomática de Madrid.
Als Mitarbeiterin im diplomatischen Dienst half Mills 2014 die Botschaft von Saint Kitts und Nevis in Havana aufzubauen. Sie wurde in der Folge im Mai 2015 als chargé d’affaires der Botschaft ernannt. Dieses Posten hatte sie zwei Jahre lang.
Im September 2017 wurde sie als Botschafterin für Kuba ernannt. Sie ist die erste Frau in dieser Position und war zu der Zeit die jüngste Botschafterin von St. Kitts und Nevis. Sie war erst die zweite akkreditierte Botschafterin mit Sitz in Kuba in der Geschichte der diplomatischen Beziehungen mit Kuba.
Im Juli 2019 wurde Mills als Non-resident Ambassador für Ghana und Südafrika benannt. Im Dezember 2019 wurde sie zudem als erste Non-resident High Commissioner (Hochkommissarin) von St. Kitts und Nevis für Kenia benannt. Sie ist weiterhin in Kuba und dient als Botschafter von ihrem Büro dort, teilweise via den Botschaften der entsprechenden Länder in Havana. Sie ist via Havana in diplomatischen Beziehungen mit mehreren anderen Ländern, inklusive Belarus.